# Imider
Imider (franska: Imider (CR), Imider (Commune Rurale), arabiska: أيت يول) är en kommun i Marocko.   Den ligger i provinsen Tinghir och regionen Drâa-Tafilalet, 300 km söder om huvudstaden Rabat. Antalet invånare är 3 887.